# Лінійна система
Ліні́йні систе́ми (англ. linear systems; нім. lineare Systeme n pl) — коливальні системи, властивості й показники яких (пружність, маса, коефіцієнт тертя, ємність та індуктивність, тощо) зберігаються у разі зміни стану системи, тобто не залежать від зміщень, швидкостей, напруг, струмів та іншого.  
Зокрема це взірцеві системи, рух нафти чи води в яких, задовольняє принципу суперпозиції і описується лінійними диференціальними рівняннями. 
До лінійних систем, належать всі види суцільних середовищ (газ, рідина, тверде тіло, плазма) під час поширення в них хвильових збурень малої амплітуди, коли параметри, які визначають ці середовища (густина, пружність, провідність тощо),  можна вважати постійними та незалежними від амплітуд хвиль. Спрощення системи, яке приводить її до лінійної системи, називають лінеаризацією.
Інакше — лінійна система, є моделлю для досить добре ізольованої частини природи, в якій усі функції що трапляються, є лінійними відображеннями.
Математична модель
У теорії систем, лінійна система — це математична модель системи, заснована на використанні лінійного відображення. Лінійні системи зазвичай, показують особливості та властивості, які набагато простіші, ніж нелінійний випадок.  Як математична абстракція або ідеалізація, лінійні системи знаходять важливі застосування в теорії автоматичного керування, обробці сигналів і телекомунікаціях. Наприклад, середовище розповсюдження для систем бездротового зв'язку, часто можна моделювати лінійними системами.
Лінійна система складається з внутрішніх змінних стану та динаміки, яка визначає розвиток цих змінних стану, з часом. До того ж, існують спостережувані змінні, але вони є лише функціями змінних внутрішнього стану і не відбивають чітко внутрішній стан. Ззовні ізольованої області, існують взаємодії які, хоча і вважаються слабкими, все ж змінюють внутрішню динаміку.
Наприклад, лінійна диференціальна система (тобто система з безперервним часом, нескінченними розбігами значень і безперервними системними операторами) може бути представлена як
{\displaystyle {\begin{aligned}{\dot {x}}(t)&=A(t)x(t)+B(t)u(t)\\y(t)&=C(t)x(t)+D(t)u(t),\end{aligned}}}
з
- внутрішній стан {\displaystyle x(t)}
- зовнішні впливи {\displaystyle u(t)}
- зовнішньо спостережувані сигнали {\displaystyle y(t)}
- залежні від часу матриці {\displaystyle A}, {\displaystyle B}, {\displaystyle C}, {\displaystyle D} відповідного розміру; зокрема {\displaystyle A}, має бути квадратною. Матриці можна об'єднати в блокову матрицю, яка тоді називається системною матрицею. Лінійна система називається лінійною сталою системою (система ЛСС), якщо матриця системи не залежить від часу {\displaystyle t}.

Але системи з дискретним часом і кінцевими розбігами значень, також можуть бути лінійними, якщо на множинах і операторах, визначено відповідні лінійні відображення. Типовим прикладом, є лінійні автомати з антивалентністю як лінійною операцією, наприклад регістр зсуву з лінійним зворотним зв’язком. 